# 萨恩乔阿莱
萨恩乔阿莱（Sancoale），是印度果阿邦South Goa县的一个城镇。总人口15605（2001年）。

## 人口
该地2001年总人口15605人，其中男性8483人，女性7122人；0—6岁人口2131人，其中男1098人，女1033人；识字率65.73%，其中男性为73.30%，女性为56.71%。